# Dûr-Yahdun-Lîm
Dûr-Yahdun-Lîm était une ville de la vallée de l'Euphrate une cité mésopotamienne créée au IIe millénaire av. J.-C.qui a été rebaptisée Dûr-Yasmah-Addu puis Dûr-Yahdun-Lîm

## Les origines et la fondation.
Dûr-Yahdun-Lîm « Fort-Yahdun-Lîm » était une place forte située en amont de Mari, sur le Moyen-Euphrate. Plus précisément, elle était située sur un canal longeant le fleuve sur la rive droite. Ce canal a été creusé par le roi Yahdun-Lîm (vers 1810-1794) qui a joué un grand rôle bâtisseur. C'est lui qui a fondé la ville à laquelle il a donné son nom et bâti un rempart afin de protéger sa capitale située en aval.

## Dûr-Yasmah-Addu à l'époque éponymale.
À l'époque éponymale, c'est-à-dire pendant le royaume de Haute-Mésopotamie de Samsî-Addu, Dûr-Yahdun-Lîm est rebaptisée Dûr-Yasmah-Addu, du nom du fils de Samsî-Addu placé sur le trône de Mari. La ville était placée sous la responsabilité du gouverneur de Saggarâtum, qui était chargé de surveiller la confluence du Habur et de l'Euphrate et les frontières nord du royaume.

## Dûr-Yahdun-Lîm sous le règne de Zimrî-Lîm. (1774-1761)
Après l'arrivée de Zimrî-Lîm au pouvoir et la disparition de Yasmah-Addu (dont on ignore le sort), la ville est rebaptisée « Fort-Yahdun-Lîm ». Après les premières années de troubles et de guerre, une des premières tâches du gouverneur de Saggarâtum, Yaqqim-Addu fut de restaurer les fortifications.